# 조현균
조현균(趙賢均, 1871년 10월 6일 ~ 1949년 7월 13일)은 한국의 독립운동가다. 자는 덕장(德章), 호는 경재(敬齋)이며, 본관은 배천(白川)이다.

## 생애
평안북도 정주군(定州) 덕달면 덕달리(현 덕언면 덕성동)의 유학자 집안에서 태어났다. 본관은 배천(白川)이다. 1894년 진사시험에 입격하고, 평양 숭령전 참봉, 동명왕릉 참봉에 임명되었다. 정주의 대부호로, 1908년에 향리인 덕달면에 덕달학교를 설립하고 교장으로 활동했다.
1915년 7월 15일 박상진(朴尙鎭)·이관구(李觀求) 등이 조직한 광복회(光復會)의 평안도지부장으로서 구국운동에 앞장섰다. 아들 중석을 이관구에게 맡겨 중국 베이징으로 유학 보냈다.
1918년 광복회가 일경에 노출되어 동지들이 피체되었음에도 불구하고, 1919년 3월 15일 서간도 유하현에서 조맹선 등이 조직한 대한독립단(大韓獨立團)의 정주군지단장 및 평북총지단 총무감으로 임명되어 군자금 모집과 동지 규합에 힘쓰며 친일파 처단 등 항일 투쟁을 전개하던 중 일경에 체포되었다.
그리하여 1921년 3월 12일 평양지방법원 신의주지청에서 징역 3년형을 언도받고 불복 공소하였으나 1년 4개월간의 옥고를 치른 후 1922년 7월 가출옥하였다.

1936년 6월 26일 창립된 정주유림회(定州儒林會) 회장으로 추대되었다.

## 사후
- 대한민국 정부는 고인의 공훈을 기리어 1990년에 건국훈장 애족장을 추서하였다.[9]
- 묘소는 1994년 9월 7일 대전국립현충원에 이장되었다.[10]

## 가족
- 부친 : 조광호(趙光灝, 1834~1899)
- 모친 : 영천김씨(永川金氏, 1836~1911)
  - 부인 : 연안차씨(延安車氏, 1869~1947)
    - 아들 : 조주석(趙疇錫, 1889~1913)
    - 아들 : 조중석(趙重錫, 1895~1926)
    - 아들 : 조성석(趙聖錫, 1900~1943)
    - 딸 : 조정석(趙正錫)

## 기타
1907년 류인석이 러시아로 망명시 수행한 문인 김형전(金衡銓, 1881~1913)의 부인은 조현균의 백부 趙光洙의 3녀, 즉 사촌매형이다. 운암 박문일의 문인이자 서북학회 태천군지회 회장을 지낸 김상운(1857~1937)과 사돈 간이다.
평산의병 이진룡과 조맹선, 대한독립단 김기한, 그리고 조선민주주의인민공화국의 군인, 정치인인 최용건과 친분이 있었다. 문선희의 소설 '총사령 고헌 박상진'에 등장인물로 나온다.

## 같이 보기
- 김좌진
- 박상진
- 최용건